# 古淵駅
古淵駅（こぶちえき）は、神奈川県相模原市南区古淵二丁目にある、東日本旅客鉄道（JR東日本）横浜線の駅である。駅番号はJH 24。
東神奈川駅発着系統と、横浜駅経由で根岸線に直通する列車が停車する。

## 歴史
- 1988年（昭和63年）3月13日：東日本旅客鉄道により開業[1]。
- 1994年（平成6年）9月6日：自動改札機を設置し、供用開始[4]。
- 2001年（平成13年）11月18日：ICカード「Suica」の利用が可能となる。
- 2021年（令和3年）10月19日：みどりの窓口の営業を終了[5][6]。
- 2023年（令和5年）3月26日：スマートホームドアの使用を開始。

## 駅構造
相対式ホーム2面2線を有する地上駅。線路は掘割を走っており、ホームは地平より低い所にある。そのため、ホームの上空に設けられた橋上駅舎は、出口と地平とが同じ高さとなっている。
町田駅管理のJR東日本ステーションサービスによる業務委託駅。改札口および出口は1箇所のみ。お客さまサポートコールシステムが導入されており、早朝および夜間の一部時間帯は、遠隔対応のため改札係員は不在となる。2007年（平成19年）春ごろに電光掲示板が設置された。

### のりば
| 番線 | 路線   | 方向 | 行先                                   |
| ---- | ------ | ---- | -------------------------------------- |
| 1    | 横浜線 | 下り | 橋本・八王子方面                       |
| 2    | 横浜線 | 上り | 町田・新横浜・東神奈川・磯子・大船方面 |

（出典：JR東日本:駅構内図）
- 根岸線への直通は日中は横浜駅の一つ先にある桜木町駅までで、桜木町駅から先の磯子・大船方面への直通は朝夕のみである。

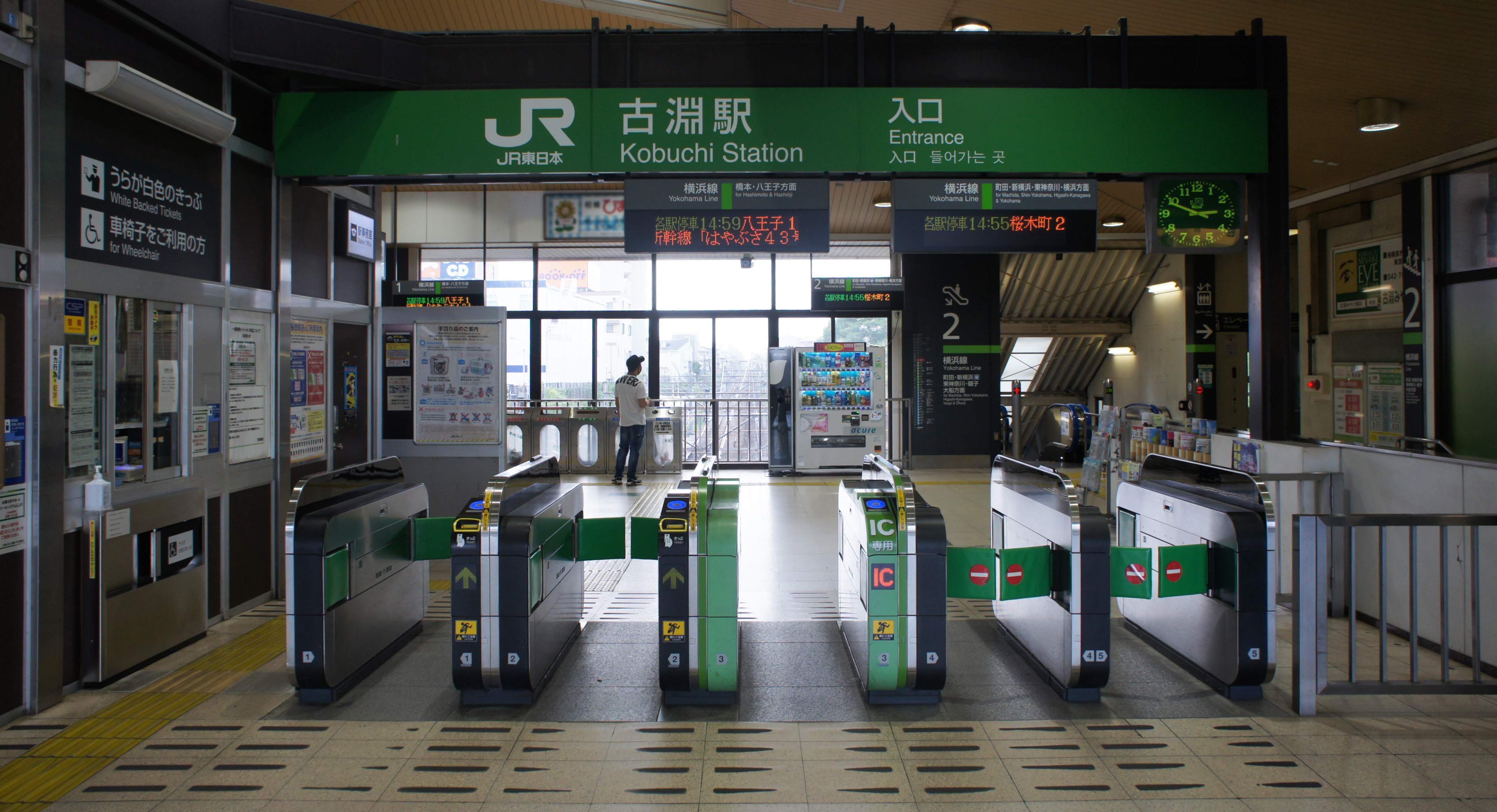
改札口（2021年5月）
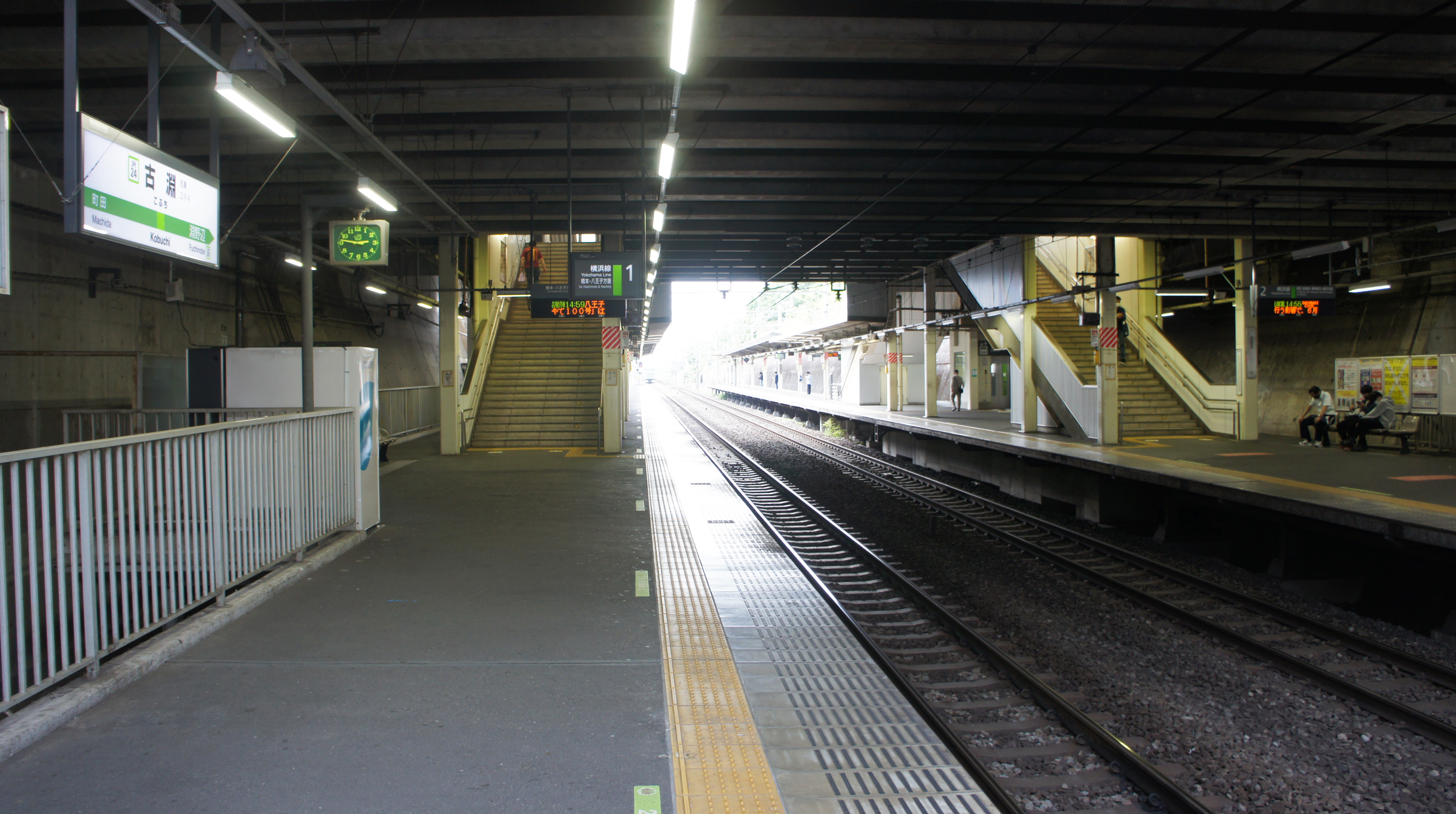
ホーム（2021年5月）

### 駅構内設備
- NewDays（改札外）
- トイレ（改札内）
- エレベーター（改札階 - 各ホーム）
- エスカレーター（改札階 - 各ホーム）
- 多機能券売機[3]
- 指定席券売機[3]
- ATM「ビューアルッテ」[3]
- みずほ銀行ATM

## 利用状況
2023年度（令和5年度）の1日平均乗車人員は21,549人である。横浜線の快速通過駅では淵野辺駅に次いで2番目に利用客が多い。
1989年度（平成元年度）以降の1日平均乗車人員は下表の通りである。
| 年度               | 1日平均 乗車人員 | 出典     |
| ------------------ | ---------------- | -------- |
| 1989年（平成元年） | 7,401            |          |
| 1993年（平成05年） | 15,420           |          |
| 1995年（平成07年） | 17,418           | [ * 1 ]  |
| 1998年（平成10年） | 18,795           |          |
| 1999年（平成11年） | 18,957           | [ * 2 ]  |
| 2000年（平成12年） | 18,887           | [ * 2 ]  |
| 2001年（平成13年） | 19,383           | [ * 3 ]  |
| 2002年（平成14年） | 19,464           | [ * 4 ]  |
| 2003年（平成15年） | 19,740           | [ * 5 ]  |
| 2004年（平成16年） | 19,888           | [ * 6 ]  |
| 2005年（平成17年） | 20,138           | [ * 7 ]  |
| 2006年（平成18年） | 20,417           | [ * 8 ]  |
| 2007年（平成19年） | 20,978           | [ * 9 ]  |
| 2008年（平成20年） | 21,205           | [ * 10 ] |
| 2009年（平成21年） | 21,202           | [ * 11 ] |
| 2010年（平成22年） | 21,398           | [ * 12 ] |
| 2011年（平成23年） | 21,313           | [ * 13 ] |
| 2012年（平成24年） | 21,685           | [ * 14 ] |
| 2013年（平成25年） | 22,307           | [ * 15 ] |
| 2014年（平成26年） | 22,165           | [ * 16 ] |
| 2015年（平成27年） | 22,622           | [ * 17 ] |
| 2016年（平成28年） | 22,769           | [ * 18 ] |
| 2017年（平成29年） | 22,901           | [ * 19 ] |
| 2018年（平成30年） | 23,018           |          |
| 2019年（令和元年） | 23,002           |          |
| 2020年（令和02年） | 17,697           |          |
| 2021年（令和03年） | 18,909           |          |
| 2022年（令和04年） | 20,365           |          |
| 2023年（令和05年） | 21,549           |          |

## 駅周辺
商業施設を中心に住宅街が広がっている。
公共施設
- 相模原市南区役所大野中まちづくりセンター
- 相模原市南消防署大沼分署
- 神奈川県相模原南警察署
- 相模原南警察署古淵駅前交番

教育機関
- 相模原市立大野小学校
- 相模原市立淵野辺東小学校
- 相模原市立大野台中央小学校
- 相模原市立大野台小学校
- 相模原市立大野台中学校
- 相模原市立鵜野森中学校

病院
- 北里大学病院
- 相模原南病院

商業施設
- イオン相模原ショッピングセンター
- イトーヨーカドー古淵店
- ブックオフコーポレーション本部
- ハードオフ・ホビーオフ町田木曽店
- マツモトキヨシ古淵駅前店
- ツルハドラッグ古淵店
- ウエルシア相模原古淵店
- スギ薬局相模原古淵店
- クリエイトSD相模原古淵店
- MEGAドン・キホーテ古淵店
- 島忠 ホームズ相模原店
- ニトリモール相模原
  - ニトリ・ヤマダデンキ・オーケー

宿泊施設
- アパホテル相模原古淵駅前

金融機関
- 横浜銀行古淵支店
- きらぼし銀行古淵支店
- 相模原古淵郵便局
- JA相模原市大野支店
- りそな銀行町田中央支店古淵出張所

道路
- 国道16号
- 古淵なつつばき通り

## バス路線
駅前を北方向への一方通行の道路が通り、その駅前の部分に「古淵駅」停留所（のりばは2つ）がある。駅周辺を南方向に進む際には、平行する古淵なつつばき通りを通るため、「淵22」系統用に駅の北側を平行する道に降車専用の「古淵駅北」停留所が存在する。
駅前の道路と古淵なつつばき通りの間には、駅前の道路と接する南方向への一方通行があり、駅前ロータリーを形成している（このロータリーの出入りは、駅前の北方向の一方通行の道路のみとなっている）。
「古淵駅」停留所を発着する路線バスは、神奈川中央交通（多摩営業所・相模原営業所・橋本営業所）により運行されているものである。
| のりば | 系統・行先                                                                 |
| ------ | -------------------------------------------------------------------------- |
| 1      | - 古02：山崎団地 - 古03：藤の台団地 - 淵22：淵野辺駅北口                   |
| 2      | - 古01：北里大学病院・北里大学 - 古04：女子美術大学 - 古09：小田急相模原駅 |

## 隣の駅
東日本旅客鉄道（JR東日本）
 横浜線
■快速
通過
■各駅停車
町田駅 (JH 23) - 古淵駅 (JH 24) - 淵野辺駅 (JH 25)

### 記事本文
1. 1 2 3 4 5 6  “「古淵駅」を新設”. 交通新聞 (交通新聞社):  p. 1. (1991年2月20日)
2. 1 2  事業エリアマップ - JR東日本ステーションサービス.2021年9月14日閲覧
3. 1 2 3 4 5  “駅の情報（古淵駅）：JR東日本”.   東日本旅客鉄道. 2023年11月17日時点のオリジナルよりアーカイブ。2023年11月18日閲覧。
4. ↑  「JR年表」『JR気動車客車編成表 '95年版』ジェー・アール・アール、1995年7月1日、186頁。ISBN 4-88283-116-3。
5. ↑  “駅の情報（古淵駅）：JR東日本”.   東日本旅客鉄道. 2021年9月24日時点のオリジナルよりアーカイブ。2021年10月18日閲覧。
6. ↑  “「2021年度駅業務執行体制の再構築について」提案受ける!②” (PDF).   JR東労組横浜地本 (2021年6月2日). 2021年6月3日時点のオリジナルよりアーカイブ。2021年6月3日閲覧。

### 利用状況
1. ↑  相模原市統計書 - 相模原市

JR東日本の2000年度以降の乗車人員
1. ↑  各駅の乗車人員（2000年度） - JR東日本
2. ↑  各駅の乗車人員（2001年度） - JR東日本
3. ↑  各駅の乗車人員（2002年度） - JR東日本
4. ↑  各駅の乗車人員（2003年度） - JR東日本
5. ↑  各駅の乗車人員（2004年度） - JR東日本
6. ↑  各駅の乗車人員（2005年度） - JR東日本
7. ↑  各駅の乗車人員（2006年度） - JR東日本
8. ↑  各駅の乗車人員（2007年度） - JR東日本
9. ↑  各駅の乗車人員（2008年度） - JR東日本
10. ↑  各駅の乗車人員（2009年度） - JR東日本
11. ↑  各駅の乗車人員（2010年度） - JR東日本
12. ↑  各駅の乗車人員（2011年度） - JR東日本
13. ↑  各駅の乗車人員（2012年度） - JR東日本
14. ↑  各駅の乗車人員（2013年度） - JR東日本
15. ↑  各駅の乗車人員（2014年度） - JR東日本
16. ↑  各駅の乗車人員（2015年度） - JR東日本
17. ↑  各駅の乗車人員（2016年度） - JR東日本
18. ↑  各駅の乗車人員（2017年度） - JR東日本
19. ↑  各駅の乗車人員（2018年度） - JR東日本
20. ↑  各駅の乗車人員（2019年度） - JR東日本
21. ↑  各駅の乗車人員（2020年度） - JR東日本
22. ↑  各駅の乗車人員（2021年度） - JR東日本
23. ↑  各駅の乗車人員（2022年度） - JR東日本
24. ↑  各駅の乗車人員（2023年度） - JR東日本

神奈川県県勢要覧
1. ↑  線区別駅別乗車人員（1日平均）の推移 (PDF)  - 18ページ
2. 1 2  神奈川県県勢要覧（平成13年度） (PDF)  - 223ページ
3. ↑  神奈川県県勢要覧（平成14年度） (PDF)  - 221ページ
4. ↑  神奈川県県勢要覧（平成15年度） (PDF)  - 221ページ
5. ↑  神奈川県県勢要覧（平成16年度） (PDF)  - 221ページ
6. ↑  神奈川県県勢要覧（平成17年度） (PDF)  - 223ページ
7. ↑  神奈川県県勢要覧（平成18年度） (PDF)  - 223ページ
8. ↑  神奈川県県勢要覧（平成19年度） (PDF)  - 225ページ
9. ↑  神奈川県県勢要覧（平成20年度） (PDF)  - 229ページ
10. ↑  神奈川県県勢要覧（平成21年度） (PDF)  - 239ページ
11. ↑  神奈川県県勢要覧（平成22年度） (PDF)  - 237ページ
12. ↑  神奈川県県勢要覧（平成23年度） (PDF)  - 237ページ
13. ↑  神奈川県県勢要覧（平成24年度） (PDF)  - 233ページ
14. ↑  神奈川県県勢要覧（平成25年度） (PDF)  - 235ページ
15. ↑  神奈川県県勢要覧（平成26年度） (PDF)  - 237ページ
16. ↑  神奈川県県勢要覧（平成27年度） (PDF)  - 237ページ
17. ↑  神奈川県県勢要覧（平成28年度） (PDF)  - 245ページ
18. ↑  神奈川県県勢要覧（平成29年度） (PDF)  - 237ページ
19. ↑  神奈川県県勢要覧（平成30年度） (PDF)  - 221ページ